# Dent pour dent
Pour les articles homonymes, voir Dent pour dent (homonymie).
Pour plus de détails, voir Fiche technique et Distribution.
Dent pour dent (An Eye for an Eye) est un film américain réalisé par Steve Carver, sorti en 1981.

## Synopsis
Au cours d’une mission, Dave Pierce, le partenaire de l’officier Sean Kane, est abattu sous ses yeux. Quelques jours plus tard, Linda, la copine de Dave Pierce, est également assassinée. Kane quitte alors la police de San Francisco et décide d'éliminer les responsables des meurtres…

## Fiche technique
- Titre français : Dent pour dent
- Titre original : An Eye for an Eye
- Réalisation : Steve Carver
- Scénario : James Bruner & William Gray
- Musique : William Goldstein
- Photographie : Roger Shearman
- Montage : Anthony Redman
- Production : Frank Capra Jr.
- Sociétés de production : Adams Apple Film Company, South Street Films & Wescom Barber International
- Société de distribution : AVCO Embassy Pictures
- Pays de production :  États-Unis
- Langue : Anglais
- Format : Couleur - Mono - 35 mm - 1.85:1
- Genre : Policier, Action
- Durée : 100 min
- Date de sortie : 
  - France : 11 juillet 1984

## Distribution
- Chuck Norris (VF : Bernard Tiphaine) : Sean Kane
- Christopher Lee (VF : Jacques Thébault) : Morgan Canfield
- Maggie Cooper (VF : Monique Morisi) : Heather Sullivan
- Mako (VF : René Bériard) : James Chan
- Richard Roundtree (VF : Robert Liensol) : Le capitaine Stevens
- Matt Clark (VF : Claude Joseph) : Tom McCoy
- Rosalind Chao (VF : Marie-Christine Darah) : Linda Chan
- Mel Novak (VF : Michel Barbey) : Tony Montoya
- Terry Kiser (VF : Patrick Poivey) : Dave Pierce
- Stuart Pankin (VF : Alain Flick) : Nicky LaBelle
- Professeur Toru Tanaka : Le Professeur

## Anecdotes
- Chuck Norris tournera de nouveau pour Steve Carver dans le film Œil pour œil en 1983.
- Chuck Norris et Mako se retrouveront onze ans plus tard dans le film Sidekicks.
- Mako et le Professeur Toru Tanaka se retrouveront dix ans plus tard dans le film L'Arme parfaite aux côtés de Jeff Speakman.